# Els Pizzlys
Els Pizzlys és una novel·la gràfica de l'autor parisenc Jérémie Moreau, publicada originàriament en francés per Delcourt el 2022 amb el títol de Les Pizzlys.

## Temàtica
L'argument, de caràcter explícitament ecologiste, presenta un taxiste parisenc, Nathan, que coneix una clienta d'Alaska, Annie, amb la qual viatja cap a aquell estat de l'Amèrica del Nord, i on entra en conflicte amb les cultures locals i l'ecosistema de l'Àrtida, afectat pel canvi climàtic.
El «pizzly» del títol és un os híbrid d'os bru i os polar —mot creuat de polar i grizzly en anglés—, una ocurrència genèticament possible que no s'havia confirmat fins al segle XXI, ja que ambdós espècies pertanyen a hàbitats diferents, encara que adjacents: una de les hipòtesis de la mutació és que l'escalfament global n'ha facilitat el retrobament.

## Crítica
Abans de la publicació a França, Les Pizzlys ja rebé bones recomanacions per part de la crítica: «est àlbum magnífic és imprescindible», diu el crític Eric Rubert, el qual lloa tots els aspectes de l'obra i conclou que «[…] Moreau no pretén ser moraliste; la dimensió onírica del relat evita est escull i canvia el discurs polític per la poesia dels colors.» La gamma cromàtica és un dels aspectes destacats de l'obra, amb uns tons diferents dels que utilitzà per a Islàndia en La Saga de Grimr»:
a diferència de l'obra anterior, de factura més artesanal, en esta utilitza la línia clara i l'acoloriment digital.
De fet, una altra crítica menys complaent que denuncia la linealitat i el simplisme aparent de la història, també en destaca els colors per damunt del guió, fins al punt que substituïxen el text: «El color és l'autèntica bellea d'est àlbum, viu i pastel ahora, ben mat, que sovint fa que deixeu de banda el relat només per contemplar-ho, sobretot les magistrals pàgines completes.»